# Denis Myšák
Denis Myšák (* 30. November 1995 in Bojnice) ist ein slowakischer Kanute.

## Karriere
Denis Myšák rückte 2015 von den Junioren in die slowakische Vierer-Kajak-Mannschaft auf. 2015 wurde er zusammen mit Erik Vlček, Juraj Tarr und Tibor Linka Weltmeister über 1000 Meter. Ein Jahr später holte das Quartett auf der gleichen Distanz in Moskau auch den Europameistertitel. Zudem gewann die Mannschaft auch Silber über 500 Meter.
Bei den Olympischen Sommerspielen 2016 in Rio de Janeiro starteten die Europameister im Rennen über 1000 m und belegten hinter den Deutschen den zweiten Rang. Bei den 2021 ausgetragenen Olympischen Spielen 2020 in Tokio gewann Myšák im Vierer-Kajak über 500 Meter mit Adam Botek, Erik Vlček und Samuel Baláž hinter dem deutschen und dem spanischen Vierer-Kajak die Bronzemedaille. In 1:23,534 Minuten überquerten sie im Endlauf eine Sekunde hinter den Spaniern und eine Zehntelsekunden vor den unter dem Namen „ROC“ antretenden Russen als Dritte die Ziellinie.